# Gizella
A Gizella vitatott eredetű női név - az ófelnémet gīsal, "zálog, biztosíték", illetve az ótörök güzel, gızal, "szépséges" szóból származtatják.

## Rokon nevek
- Giza:[1] a Gizella önállósult beceneve.[2]
- Késa:[1] a Gizella középkori magyar illetve német becenevéből származik, a Gesla, Kesla alakból. A nevet később tévesen ejtették z helyett s betűvel.[3]

## Gyakorisága
A Gizella név első magyar viselője (egyben a név első közismert viselője) Szent István felesége, Boldog Gizella volt. Az ő boldoggá avatásának idejében (1911) és általában a 20. század első felében gyakori név volt, de az 1990-es évekre ritkává vált. A Giza és a Késa a 90-es években egyaránt szórványos név volt. A 2000-es években sem a Gizella, sem a Giza és a Késa nem szerepelnek a 100 leggyakoribb női név között.

## Névnapok
Gizella, Giza, Késa
- május 7.

## Híres Gizellák, Gizák és Késák
- Gizella (985 körül – 1065) magyar királyné, I. István felesége
- Gisele Bündchen brazil modell
- Gisela Dulko argentin teniszező
- Habsburg–Lotaringiai Gizella főhercegnő (1856–1932), Ferenc József leánya, magyar királyi hercegnő.
- Bajor Gizi (1893–1951) magyar színésznő
- Csokonai Vitéz Gizella költő
- Farkas Gizella tízszeres világbajnok asztaliteniszező
- Hervay Gizella költő, író és műfordító
- Repülős Gizi (1926–2019) besurranó tolvaj-bűnöző
- Tarnói Gizella (1947–2006) magyar újságíró.